# Colapteroblatta adenophora
Colapteroblatta adenophora är en kackerlacksart som först beskrevs av Morgan Hebard 1919.  Colapteroblatta adenophora ingår i släktet Colapteroblatta och familjen jättekackerlackor.
Artens utbredningsområde är Colombia. Inga underarter finns listade i Catalogue of Life.